# Martin D-45

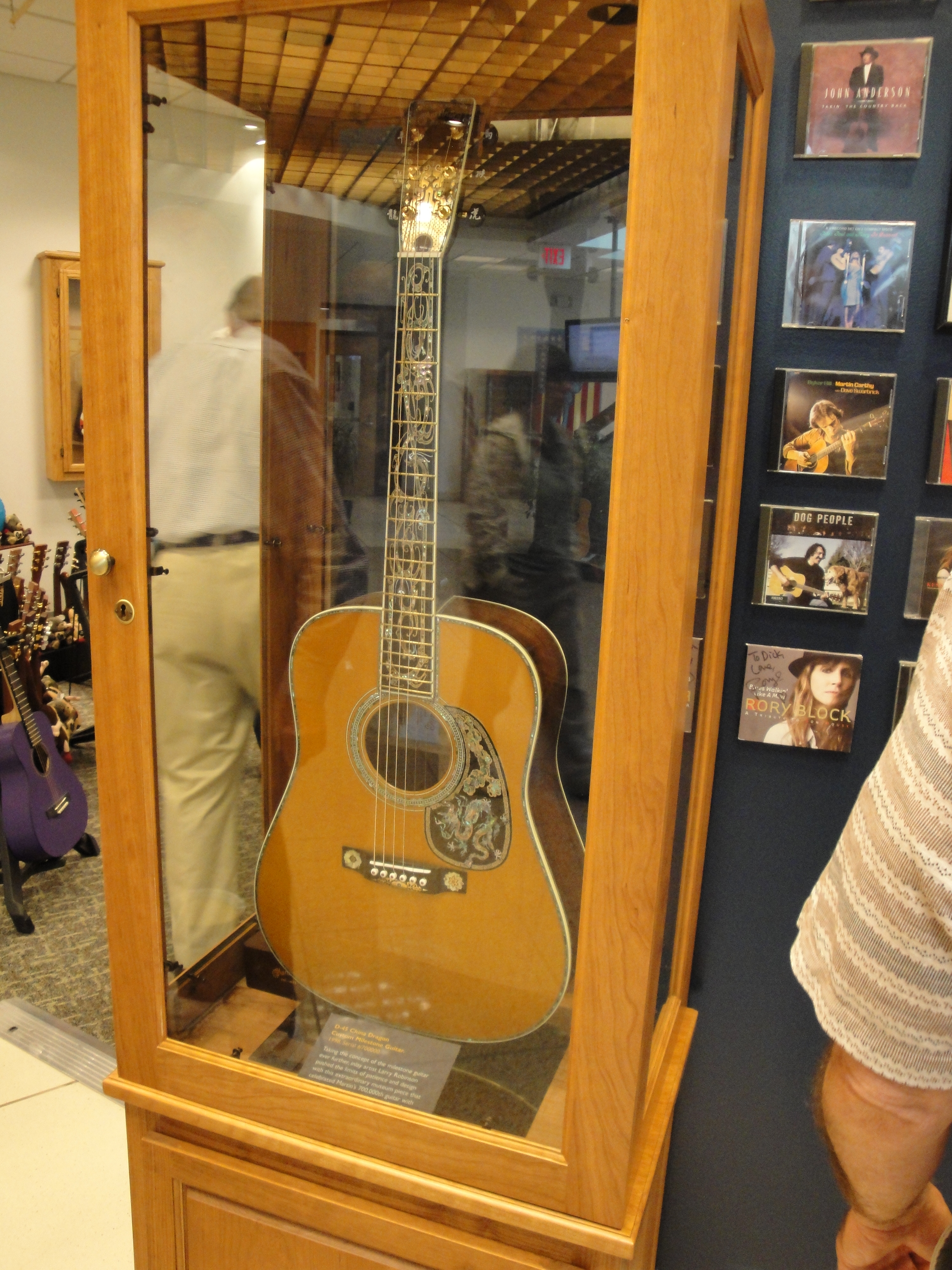
Une Martin D-45.

La Martin D-45 est un modèle de guitare acoustique de la marque C.F. Martin & Company. Il s'agit du modèle « luxe » de la Martin D-28.